# Jude Hill
Jude Hill (Gilford, 1º agosto 2010) è un attore britannico.

## Biografia
Jude Hill è nato il 1º agosto 2010 a Gilford, nella Contea di Down, Irlanda del Nord, da Shauneen e Darryl. Ha un fratello e una sorella minori. Ha frequentato la St John's Primary School e dall'età di quattro anni studia recitazione nella Shelley Lowry School a Portadown.
Ha fatto il suo debutto cinematografico nel film Belfast di Kenneth Branagh. La storia del film è raccontata attraverso gli occhi del suo personaggio, Buddy. Aveva nove anni quando è stato scelto, tra trecento bambini, per il ruolo nel film. Hill ha anche interpretato il ruolo del protagonista nel cortometraggio Rian, ambientato durante la seconda guerra mondiale e presentato in anteprima al CineMagic World Screen Festival for Young People.
Nel 2022 ritira in Italia il David di Donatello per il miglior film internazionale, in veste di special guest star della cerimonia. Nello stesso anno, ha fatto il suo debutto televisivo nell'adattamento del romanzo giallo Magpie Murders, dello scrittore inglese Anthony Horowitz.

## Filmografia

### Cinema
- Belfast, regia di Kenneth Branagh (2021)
- Mandrake, regia di Lynne Davison (2022)
- Dungeons & Dragons - L'onore dei ladri (Dungeons & Dragons: Honor Among Thieves), regia di John Francis Daley e Jonathan Goldstein (2023)
- Assassinio a Venezia (A Haunting in Venice), regia di Kenneth Branagh (2023)
- Holland, regia di Mimi Vice (2025)

### Televisione
- I delitti della gazza ladra (Magpie Murders) – serie TV, 6 episodi (2022)

### Cortometraggi
- Rian, regia di Keith O'Grady (2021)
- Torn, regia di Joe McStravick (2022)

## Riconoscimenti

### Critics' Choice Awards
- 2022 – Miglior giovane interprete per Belfast

### Screen Actors Guild Award
- 2022 - Candidatura al miglior cast cinematografico per Belfast

### British Independent Film Awards
- 2021 - Candidatura alla miglior performance esordiente per Belfast

## Doppiatori italiani
Nelle versioni in italiano dei suoi film, Jude Hill è stato doppiato da:
- Valeriano Corini in Belfast
- Ciro Clarizio in Assassinio a Venezia